# Східне християнство
Схі́дне христия́нство — одна з назв і самоназв православного християнства, зокрема як світогляду, як теорії і практики життя і творчості во славу Божу, на радість собі і людям, з метою спасіння у Вічності і життя з Господом Богом у раю, напрямок християнства, який виник на основі римського християнства після відокремлення західного, латинського християнства в окрему, інославну з точки зору східних християн спільноту (конфесію) і пов'язує себе зі Східною Церквою як він називає Церкву Христову. Включає християнські традиції та церковні сім'ї, що спочатку склалися в епоху класичної та пізньої античності на Близькому Сході, Єгипті, Північно-Східній Африці, Східній Європі, Південно-Східній Європі, Малій Азії, узбережжі Малабару на півдні Індії та частині Далекого Сходу. Цей термін не описує жодного причастя чи релігійної конфесії. До основних східнохристиянських органів належать Православна церква, Орієнтальній православні церкви, Східні католицькі церкви (УГКЦ та ін) які відновили спілкування з Римом, але все ще підтримують свої обряди, протестантські східнохристиянські церкви, які мають свою протестантську теологію, але є в східно-християнські практиці, а конфесії походять від історичної Церкви Сходу. Різні східні церкви зазвичай не називають себе «східними», за винятком Ассирійської церкви Сходу та Давньої церкви Сходу.

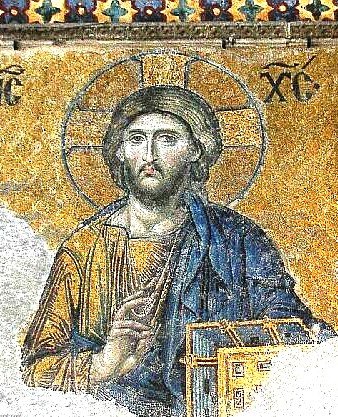
Христос Пантократор, деталь мозаїки Деісусного чину XII ст. в Софійському соборі Константинополя/Стамбула

Історично термін Східна церква використовувався на відміну від (західної) Латинської церкви, орієнтованої на Рим, яка використовує латинські богослужбові обряди. Терміни «Східний» та «Західний» у зв'язку з цим виникли внаслідок географічного поділу в християнстві, що відображає культурний розрив між елліністичним Сходом та Латинським Заходом, а також політичний поділ 395 року з часів протестантської реформації XVI століття термін «східне християнство» може використовуватися на відміну від «західного християнства», що містить не тільки Латинську церкву, але також протестантизм та незалежний католицизм. Деякі східні церкви історично та теологічно мають більше спільного із західним християнством, ніж між собою.
Оскільки найбільшою церквою на Сході є Православна церква, термін «православна» часто використовується подібним чином до «східної» для позначення конкретних історичних християнських спільнот. Однак, строго кажучи, більшість християнських конфесій, східних чи західних, розглядають себе як «ортодоксальних» (мається на увазі «слідування правильним віруванням»), а також «католицьких» (що означає «загальнолюдські») і як учасники чотирьох знаків Церква, перелічена в Нікейсько-Константинопольському символі віри (325 р. Н. Е.): «Єдина, Свята, Католицька та Апостольська» (грец. μία, ἁγία, καθολικὴ καὶ ἀποστολικὴ ἐκκλησία).
Східні церкви (за винятком нелітургійних розбіжних тіл) використовують кілька літургійних обрядів: александрійський обряд, вірменський обряд, візантійський обряд, східно-сирійський обряд (також відомий як перський або халдейський обряд), західно-сирійський обряд (також званий антіохійський обряд) та західні обряди у деяких парафіях на Заході.

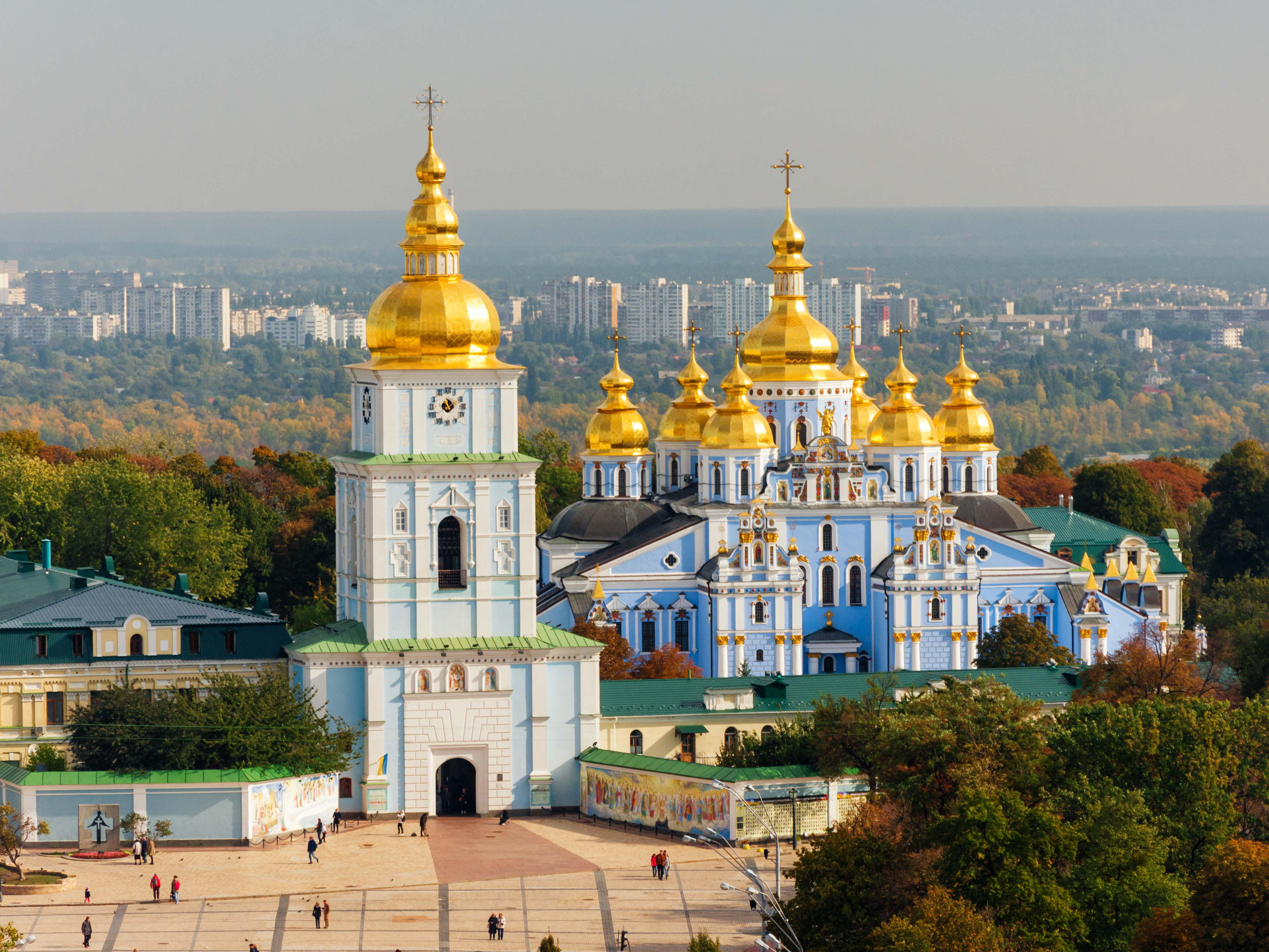
Катедральний Михайлівський Золотоверхий монастир

## Родини церков
| Східне православ'я Домінуюча релігія (більше 75%) Домінуюча релігія (50–75%) Важлива релігія меншин (20–50%) Важлива релігія меншин (5–20%) Релігія меншин (1–5%) |  | Орієнтальне православ'я Домінуюча релігія (більше 75%) Домінуюча релігія (50–75%) Важлива релігія меншин (20–50%) Важлива релігія меншин (5–20%) Релігія меншин (1–5%) |

Порівняльний розподіл східного православ'я та орієнтального православ'я у світі за країнами

Східні християни не поділяють однакових релігійних традицій, але мають багато культурних традицій. Християнство розділило себе на Сході протягом своїх перших століть як усередині Риму, так і за його межами в суперечках щодо христології та фундаментальної теології, а також через національні поділи (римський, перський тощо). Через багато століть західне християнство повністю відокремилося від цих традицій як власного спілкування. Основні гілки або сім'ї східного християнства, кожна з яких має свою теологію та догматику, включають Східну православну церкву, Орієнтальні православні церкви, Східні католицькі церкви та Ассирійську церкву Сходу.
До східного християнства належать:
- Православна церква:

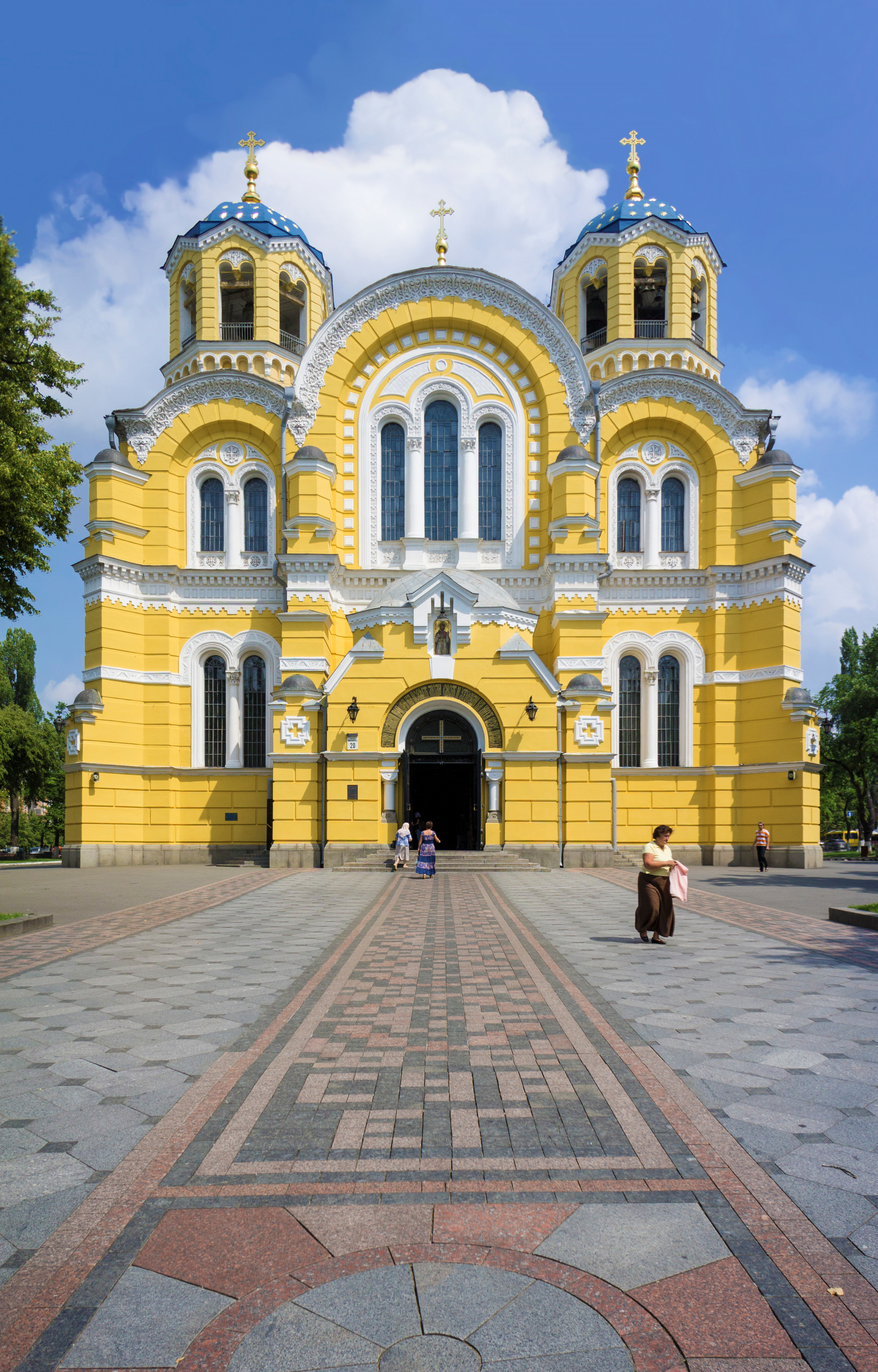
Володимирський Собор

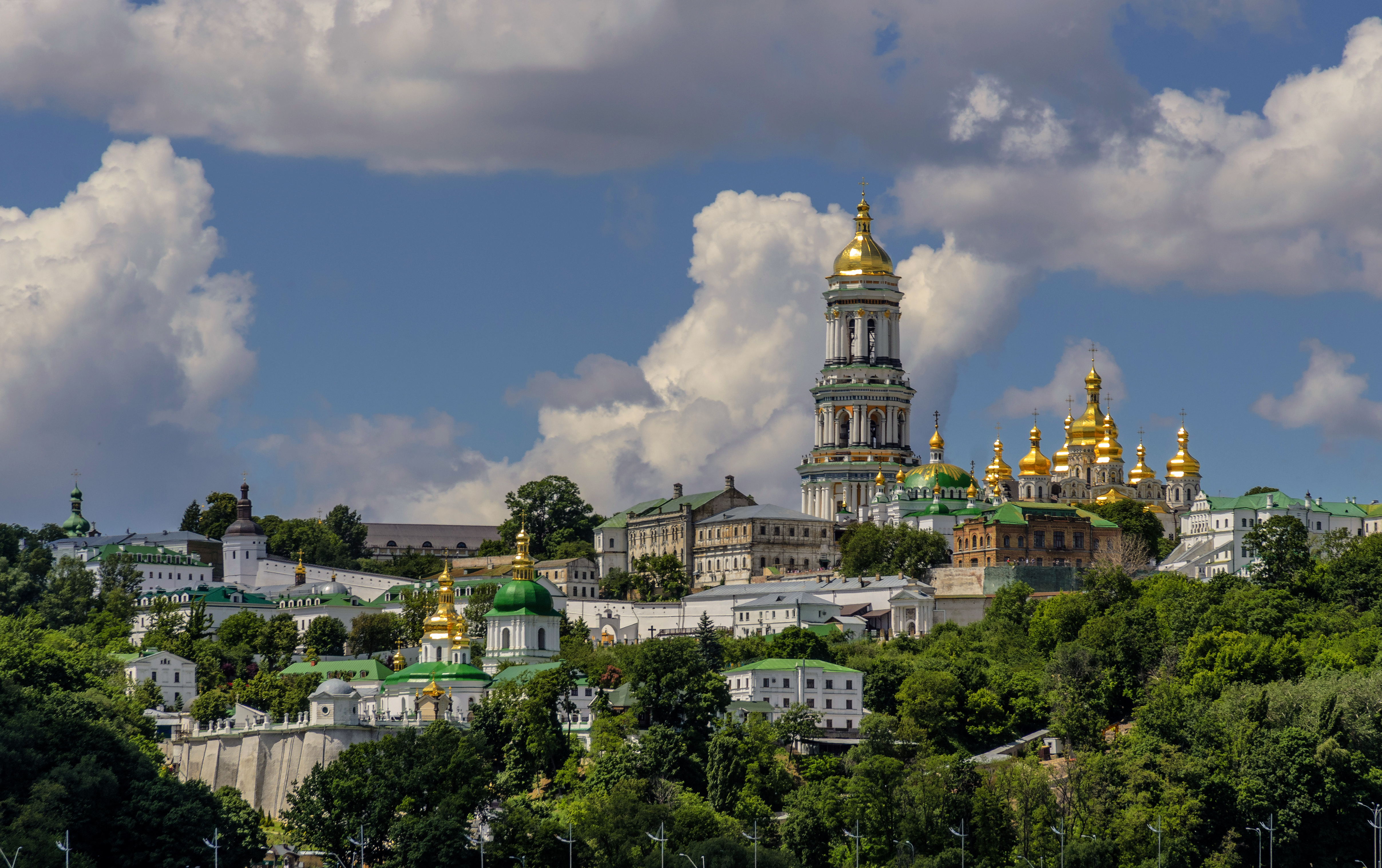
Києво-Печерська лавра

  1. Вселенський патріархат Константинополя
  2. Грецька православна церква Александрії
  3. Грецька православна церква Антіохії
  4. Грецька православна церква Єрусалима
  5. Російська православна церква
  6. Сербська православна церква
  7. Румунська православна церква
  8. Болгарська православна церква
  9. Грузинська апостольська автокефальна православна церква
  10. Церква Кіпру
  11. Церква Греції
  12. Польська автокефальна православна церква
  13. Автокефальна православна церква Албанії
  14. Православна церква Чеських земель і Словаччини
  15. Православна церква України
  16. Македонська православна церква — Охридська архієпископія

- Орієнтальні православні церкви:
  1. Вірменська апостольська церква;
  2. Етіопська православна церква Тевахедо;
  3. Еритрейська православна церква Тевахедо;
  4. Коптська православна церква Александрії;
  5. Маланкарська православна сирійська церква (Індійська православна церква);
  6. Сирійська православна церква;

- Церква Сходу

1. Асирійська церква Сходу
2. Давня церква Сходу

- Східні католицькі церкви
  1. Українська греко-католицька церква
  2. Сиро-малабарська церква
  3. Маронітська церква
  4. Мелькітська греко-католицька церква
  5. Халдейська католицька церква
  6. Сиро-маланкарська католицька церква
  7. Русинська греко-католицька церква
  8. Угорська греко-католицька церква
  9. Словацька греко-католицька церква
  10. Сирійська католицька церква
  11. Коптська католицька церква
  12. Еритрейська католицька церква
  13. Румунська греко-католицька церква
  14. Вірменська католицька церква
  15. Етіопська католицька церква
  16. Італо-албанська католицька церква
  17. Греко-католицька церква Хорватії та Сербії
  18. Македонська греко-католицька церква
  19. Російська греко-католицька церква
  20. Болгарська греко-католицька церква
  21. Білоруська греко-католицька церква
  22. Албанська греко-католицька церква
  23. Греко-візантійська католицька церква

У багатьох східних церквах деякі парафіяльні священики вділяють таїнство хрещення немовлятам після хрещення, а священикам дозволяється одружуватися до рукоположення. Хоча всі східно-католицькі церкви визнають владу Папи Римського, деякі з них, які спочатку були частиною східної православної церкви або орієнтальних православних церков, уважно дотримуються традицій східного православ'я або орієнтального православ'я, включаючи традицію дозволяти одруженим чоловікам стати священики.
Відмінності східних церков від західного християнства пов'язані з культурою, мовою та політикою так само, якщо не більше, як і теологія. Для некатолицьких східних церков звичайну дату початку розколу зазвичай не можна вказати. Ассирійської церкви Сходу проголосила незалежність від церков Римської імперії на своєму загальному соборі в 424 році, який був до Ефеського собору в 431 році, і тому не мало нічого спільного з теологією, проголошеною на цьому соборі. Орієнтальні православні церкви відокремилося після Халкідонського собору в 451 році.
З часів історика Едварда Гіббона розкол між римською церквою та східною православною церквою було зручно датовано 1054 роком, хоча реальність є більш складною. Цей розкол іноді називають Великою схизмою, але зараз частіше називають Східно-Західним розколом. Цей остаточний розкол відображав більший культурний та політичний поділ, який склався в Європі та Південно-Західній Азії протягом Середньовіччя і збігся з відродженням Західної Європи після розпаду Західної Римської імперії.
Українська лютеранська церква розвивалася в Галичині близько 1926 року, її обряди базувались на Літургії святого Івана Золотоустого, а не на західній формулі Missae.

### Православна церква

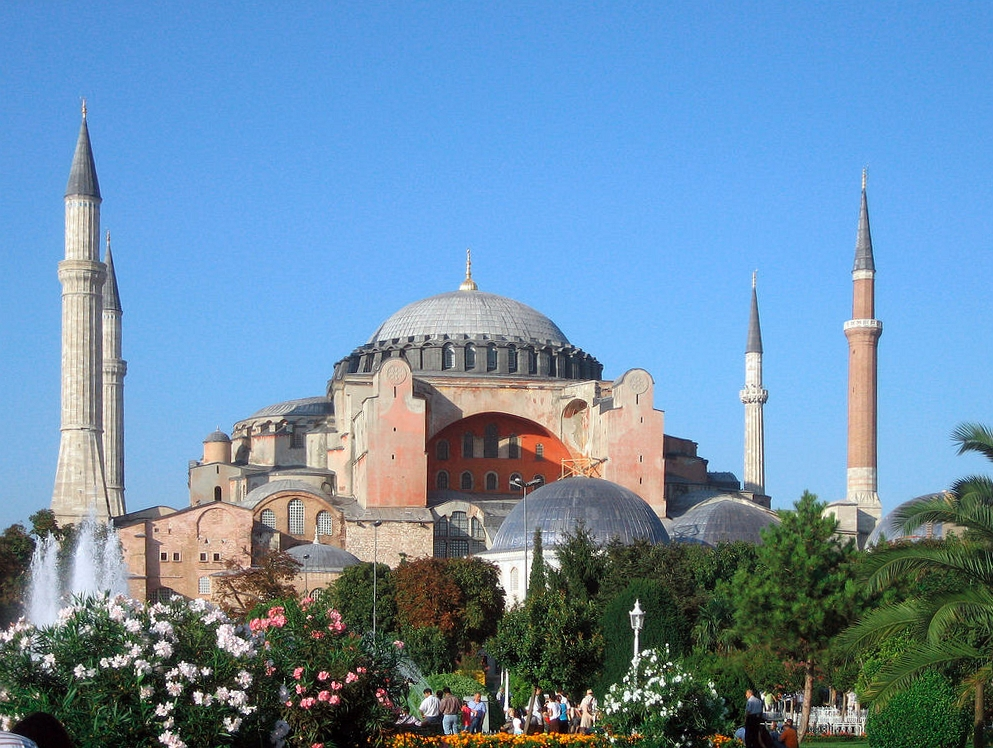
Собор Святої Софії був патріаршим собором Вселенського патріархату Константинополя до 1453 року

Православна церква є християнським органом, прихильники якого значною мірою базуються на Близькому Сході (зокрема в Сирії, Лівані, Йорданії, Ізраїлі та Палестині) та Туреччині, Східній Європі та Кавказі (Грузія, Абхазія, Осетія тощо), з зростаюча присутність у західному світі. Східні православні християни приймають рішення перших семи вселенських соборів.
Східно-православне християнство ідентифікує себе як первісна християнська церква, заснована Христом і апостолами, і веде свій початок від ранньої Церкви в процесі апостольської спадкоємності та незмінної теології та практики. Відмінними характеристиками

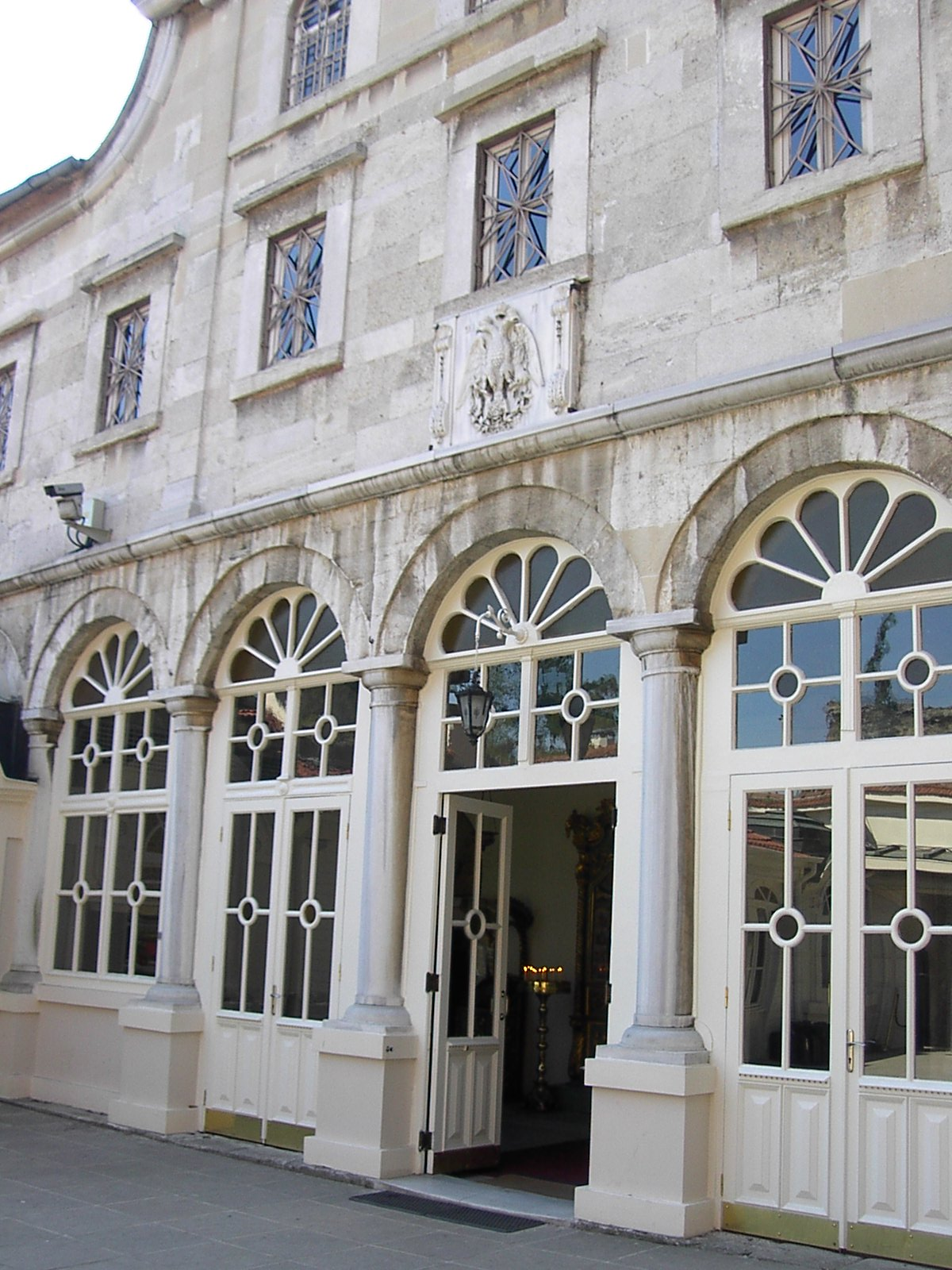
Зовнішній вигляд Патріаршої базиліки Святого Георгія, розташованої в районі Фанару в Стамбулі. Фасад датований серединою XIX століття і демонструє неокласичний вплив.

Східної православної церкви є візантійський обряд (спільний з деякими східно-католицькими церквами) та наголос на продовженні Святої Традиції, яку вона вважає апостольською за своїм характером.
Східно-православна церква організована в органи самоврядування під юрисдикцією за географічними, національними, етнічними чи мовними ознаками. Таким чином, східне православ'я складається з шістнадцяти автокефальних тіл. Менші церкви є автономними, і кожна церква-мати є автокефальною.
Усі східні православні об'єднані в доктринальній згоді один з одним, хоча деякі з них в даний час не причащаються з не доктринальних причин. Це на відміну від католицької церкви та різних її церков. Усі члени останньої спілкуються між собою, є частинами ієрархії зверху вниз.
Східні православні відкидають пункт Філіокве, віру в безпомилковість Папи Римського в питаннях віри і моралі (ex cathedra), не вважають Папу намісником Христа на землі. Джерелом віровчення католики вважають не тільки Біблію, а й рішення всіх соборів, званих ними Вселенськими (а не тільки перших семи, визнаних православними) і судження пап, що мають для них навіть пріоритет перед судженням соборів на відміну від православних.
Римська церква мала євхристійне спілкування з Східною православною церквою, але воно було розірване після розірвання євхаристійного спілкування Риму й Константиполя в 1054 році, і, таким чином, вони більше не становлять єдину церкву.
За підрахунками, у світі налічується приблизно 240 мільйонів східних православних християн. Сьогодні багато прихильників уникають терміна «східний», заперечуючи загальнолюдський характер церкви. Східне православ'я вони називають просто православною церквою.

### Орієнтальні православні церкви
Орієнтальні православні церкви відноситься до церков східнохристиянської традиції, які зберігають віру перших трьох екуменічних соборів нероздільної християнської церкви: Першого Нікейського собору (325 р.), Першого Константинопольського собору (381 р.) та Ефеського собору (431 р.), відкидаючи при цьому догматичні визначення Халкідонського собору (451 р.).
Орієнтальне православ'я розвинулось у відповідь на Халкедон на східній межі Візантійської імперії та в Єгипті, Сирії та Месопотамії. У цих місцях є також східно-православні патріархи, але суперництво між ними в основному зникло протягом століть після розколу.

### Церква Сходу
Історично склалося, що Східна Церква була найширшою галуззю східного християнства, на самому розквіті поширюючись від своєї глибинки в Ассирії, керованій персами, до Середземномор'я, Індії та Китаю. Спочатку єдина християнська церква, визнана Сасанідською Персією під проводом зороастрийців (через союз з Лахмідами, регіональними конкурентами Візантії та васалом Гассанідів), Східна Церква оголосила себе незалежною від інших церков у 424 році та протягом наступного століття приєднався до несторіанства — христологічної доктрини, висунутої Несторієм, Константинопольським патріархом з 428 по 431 рік, яка була оголошена єретичною в Римській імперії. Після цього вона часто була відома, можливо, неточно, як Несторіанська церква на Заході. Переживши період гонінь у Персії, Східна Церква процвітала за часів халіфату Аббасидів і розгалужувалася, створюючи єпархії по всій Азії. Після чергового періоду експансії за часів Монгольської імперії, церква занепала, починаючи з XIV століття, і врешті-решт значною мірою обмежилася основою свого асирійського прихильника на асирійській батьківщині, хоча інший залишок вижив на Малабарському узбережжі Індії.
У XVI столітті династична боротьба призвела до розколу церкви, що призвело до утворення двох конкуруючих церков: Халдейської католицької церкви, яка увійшла до спільноти з Римом як східно-католицькою церквою, та Ассирійської церкви Сходу. Послідовниками цих двох церков є майже виключно етнічні ассирійці. В Індії місцева церква Сходу, відома як християни Св. Томи, пережила власні розриви в результаті португальського впливу.

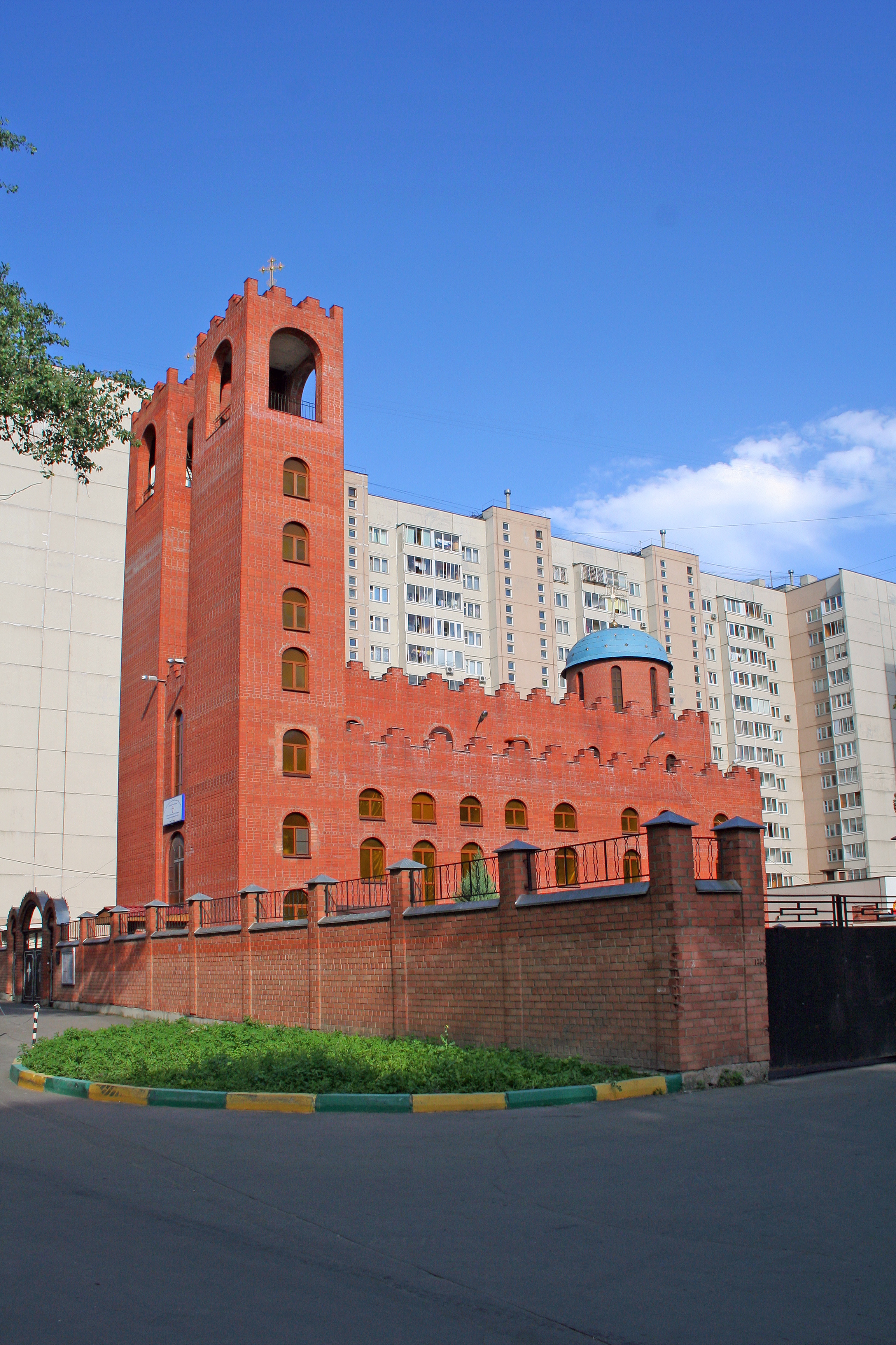
Ассирійська церква Св. Марії в Москві. Незважаючи на етнічні та релігійні переслідування та серйозне зменшення членства з часів їх розквіту приблизно в IV столітті, Ассирійська церква Сходу збереглася до XXI століття.

#### Ассирійська церква Сходу
Ассирійська Церква Сходу виникла з історичної Церкви Сходу, яка була зосереджена в Месопотамії / Ассирії, на той час частиною Перської імперії, і широко поширилася по всій Азії. Сучасна ассирійська церква Сходу виникла в XVI столітті після розколу з халдейською церквою, яка згодом увійшла до спілкування з Римом як східно-католицькою церквою.
Церква Сходу була пов'язана з вченням про несторіанізм, висунутим Несторієм, Константинопольським патріархом у 428—431 рр., Який підкреслював роз'єднання людської та божественної натури Ісуса. Несторій та його доктрина були засуджені на Ефеському соборі в 431 р., Що призвело до несторіанського розколу, в якому церкви, що підтримували Несторія, відокремилися від решти християнства.
Багато послідовників переїхали до Персії та стали членами місцевої християнської громади там. Ця спільнота прийняла дедалі більше несторіанську теологію, і згодом її часто називали Несторіанською церквою. Таким чином, Східна Церква приймає лише перші два екуменічні собори нерозділеної церкви — Перший Нікейський та Перший Константинопольський Собори — як визначальні свої традиції віри, і швидко взяла інший курс, ніж інші східні християни.
Церква Сходу широко поширилася через Персію та в Азію, до Індії потрапила до VI століття, а до монголів та Китаю в VII столітті. Він періодично розширювався до XIV століття, коли церква була майже зруйнована розвалом Монгольської імперії та завоюваннями Тимуру. До XVI століття він був значною мірою приурочений до Іраку, північно-східної Сирії, південно-східної Туреччини, північно-західного Ірану та Малабарського узбережжя Індії (Керала). Розкол XV століття, в якому виникли окремі Ассирійська та Халдейська Церкви, залишив лише першу як самостійну секту. Додаткові поділи на XX століття ще більше вплинули на історію Ассирійської церкви Сходу.

#### Християни святого Томи

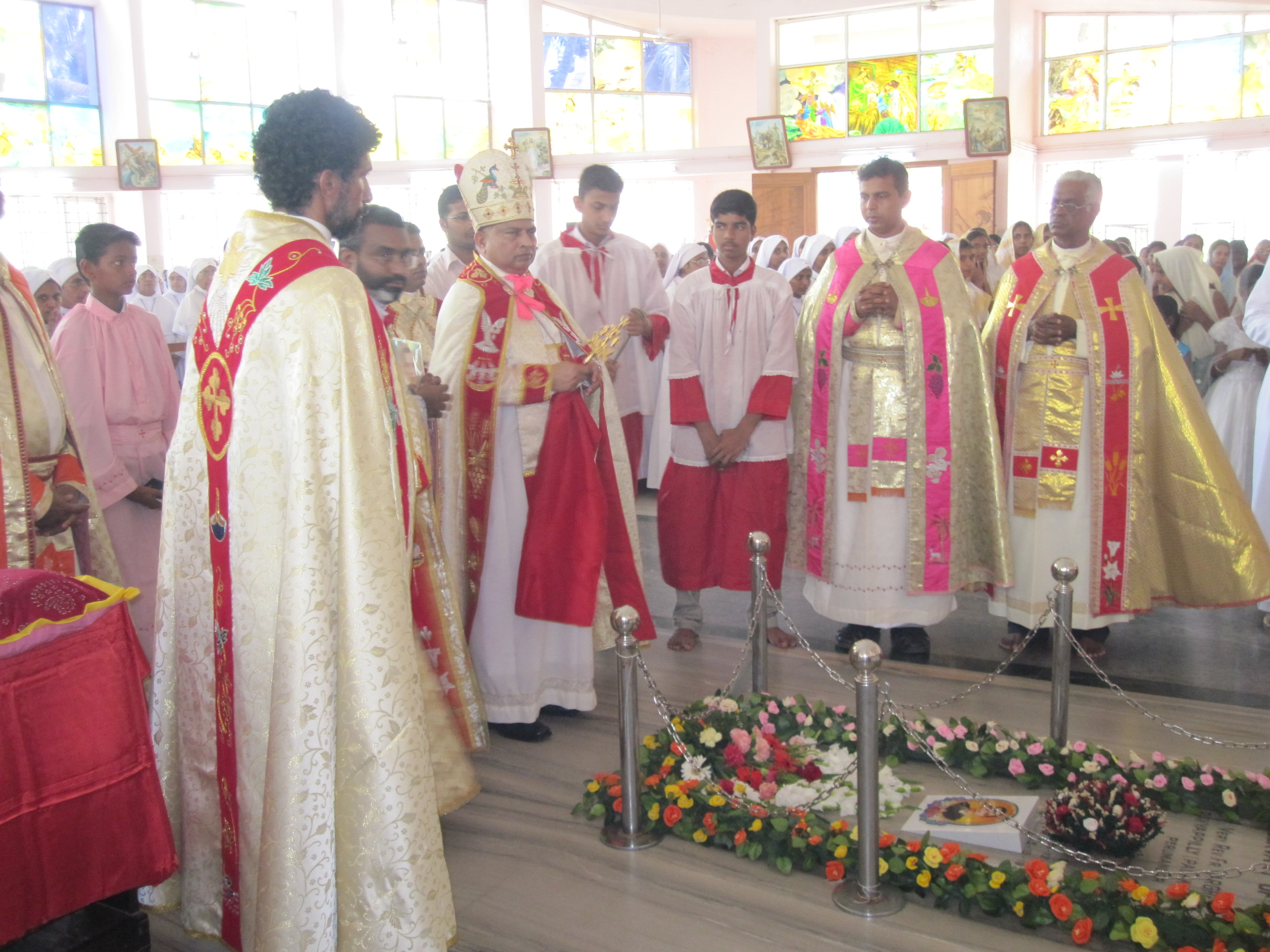
Східний католицький єпископ Сиро-Малабарської церкви, що тримає хрест Мар Тома, що символізує спадщину та ідентичність християн Святого Томи Індії

Християни Святого Томи — це стародавні християни на південно-західному узбережжі Індії, котрі ведуть своє походження від євангельської діяльності апостола Томи в I столітті. До V століття християни Святого Фоми були частиною Східної церкви, або Несторіанської церкви. До середини XVII століття та приходу португальців християни Томи були єдиними у вірі та обрядах. Після цього між ними виникли розділення, і, отже, сьогодні вони мають кілька різних обрядів.

### Східні католицькі церкви
Двадцять три східно-католицькі церкви є у спілкуванні зі Святим Престолом у Ватикані, незважаючи на те, що вони кореняться в теологічних та літургійних традиціях східного християнства. Спочатку ці церкви були частиною православного Сходу, але з тих пір були примирені з Римською церквою.
Багато з цих церков спочатку були частиною однієї з вищезазначених сімей, тому тісно пов'язані з ними через етос та літургійну практику. Як і в інших східних церквах, одружені чоловіки можуть стати священниками, а парафіяльні священники передають таємницю конфірмації новонародженим немовлятам одразу після хрещення за допомогою обряду хрещення; немовлят потім причащаються.
Церква Сиро-Малабар, яка є частиною християнської громади Святого Фоми в Індії, дотримується східносирійських традицій та літургії. Інші християни Св. Томи Індії, які спочатку мали ту ж східно-сирійську традицію, замість цього перейшли до західно-сирійської традиції і тепер є частиною східного православ'я (деякі з східних православних в Індії об'єдналися з католицькою церквою в 1930 році і стали Сиро-Маланкарська католицька церква). Маронітська церква стверджує, що ніколи не була відокремлена від Риму, і не має аналогів православної церкви поза спілкуванням з Папою Римським. Тому неправильно називати її «уніатською» церквою. Італо-албанська католицька церква також ніколи не була поза спілкуванням з Римом, але, на відміну від Маронітської, вона нагадує літургійний обряд Східної православної церкви.

### Незгодні рухи
На додаток до цих чотирьох основних галузей, існує низка набагато менших груп, які виникли внаслідок суперечок з домінуючою традицією їхніх початкових територій. Більшість із них є або частиною більш традиційного старообрядницького руху, що виник внаслідок розколу в російському православ'ї, або більш радикального руху духовного християнства. Останнє включає низку різноманітних «низькоцерковних» груп — від орієнтованих на Біблію молоканів до анархічних духоборів до самокалічуючих Скопців. Жодна з цих груп не підтримує спілкування з основними церквами, перерахованими вище, окрім кількох старообрядницьких парафій, які є спільними з Російською православною церквою за межами Росії. Є також національні дисиденти, де етнічні групи хочуть власну національну церкву, такі як Чорногорська православна церква; що вважається канонічною територією Сербської православної церкви. Є також деякі реформатські церкви, які в різній мірі поділяють характеристики східного християнства.

#### Справжні-православні церкви
Починаючи з 20-х років, паралельні ієрархії формувалися на противагу місцевим православним церквам через екуменізм та інші питання. Ці юрисдикції іноді називають себе «справжніми православними». У Росії підпільні церкви формували та підтримували солідарність з Російською православною церквою за межами Росії до кінця 1970-х. Зараз у кожній області є традиціоналістичні православні, хоча в Азії та на Близькому Сході їх присутність незначна.

#### Східні протестантські церкви
Протестантське східне християнство включає різнорідних протестантських конфесій, які в основному є результатом прийняття протестантськими церквами реформаційних варіантів православної християнської літургії та богослужінь. Деякі інші є результатом реформ православних християнських вірувань і звичаїв, натхненних вченнями західних протестантських місіонерів. Конфесії цієї категорії включають Українську лютеранську церкву, Індійську євангельську церкву св. Томи, Східну церкву віруючих, Євангельську православну церкву тощо.

##### Лютеранство візантійського обряду
Лютеранство візантійського обряду виникло в Українській лютеранській церкві близько 1926 року. Виникло в районі Галичини, а його обряди ґрунтуються на Літургії святого Івана Золотоустого. Церква зазнала переслідувань за режиму комунізму, який реалізовував політику державного атеїзму.

## Історія

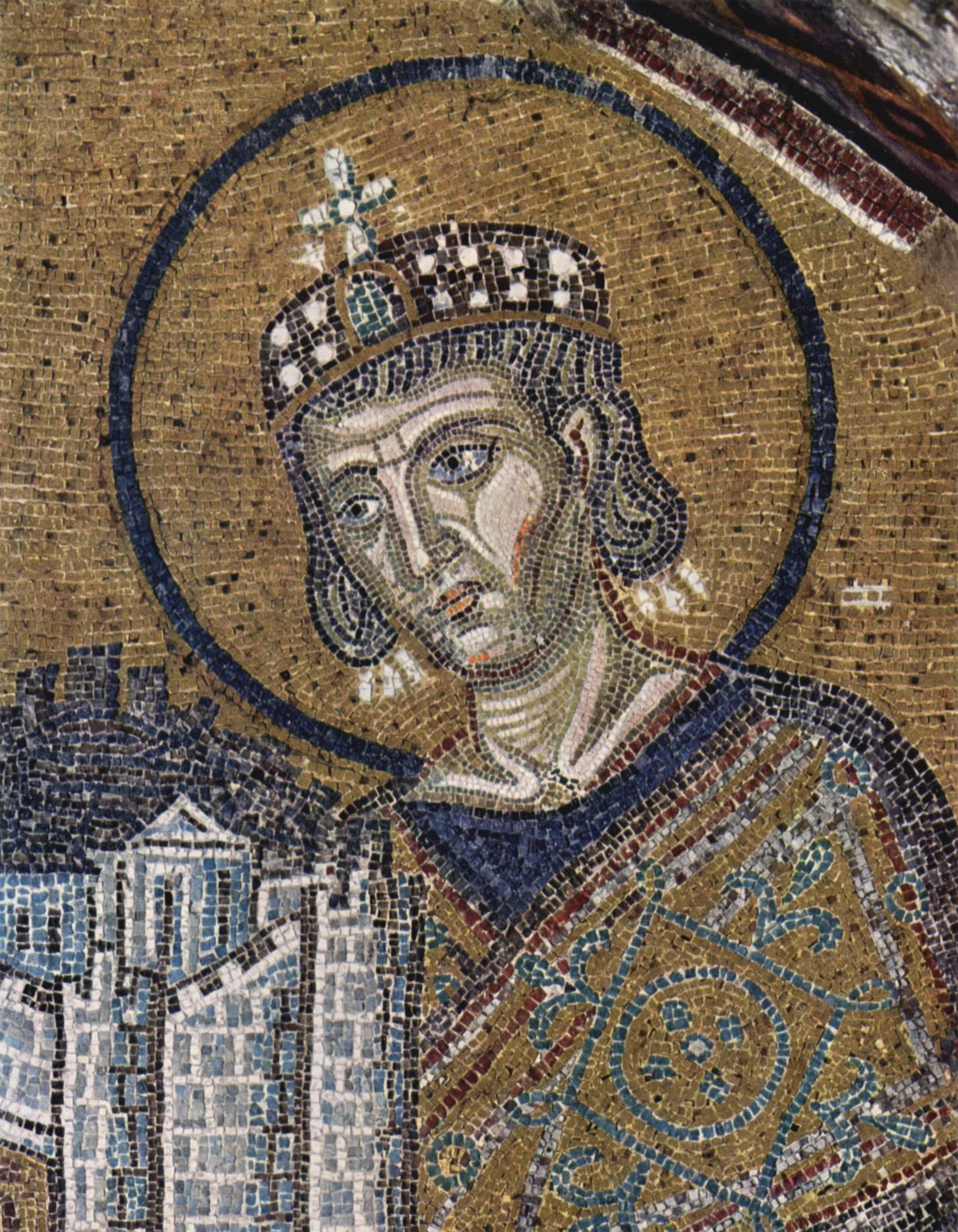
Візантійська мозаїка із зображенням Костянтина в Соборі святої Софії, Константинополь

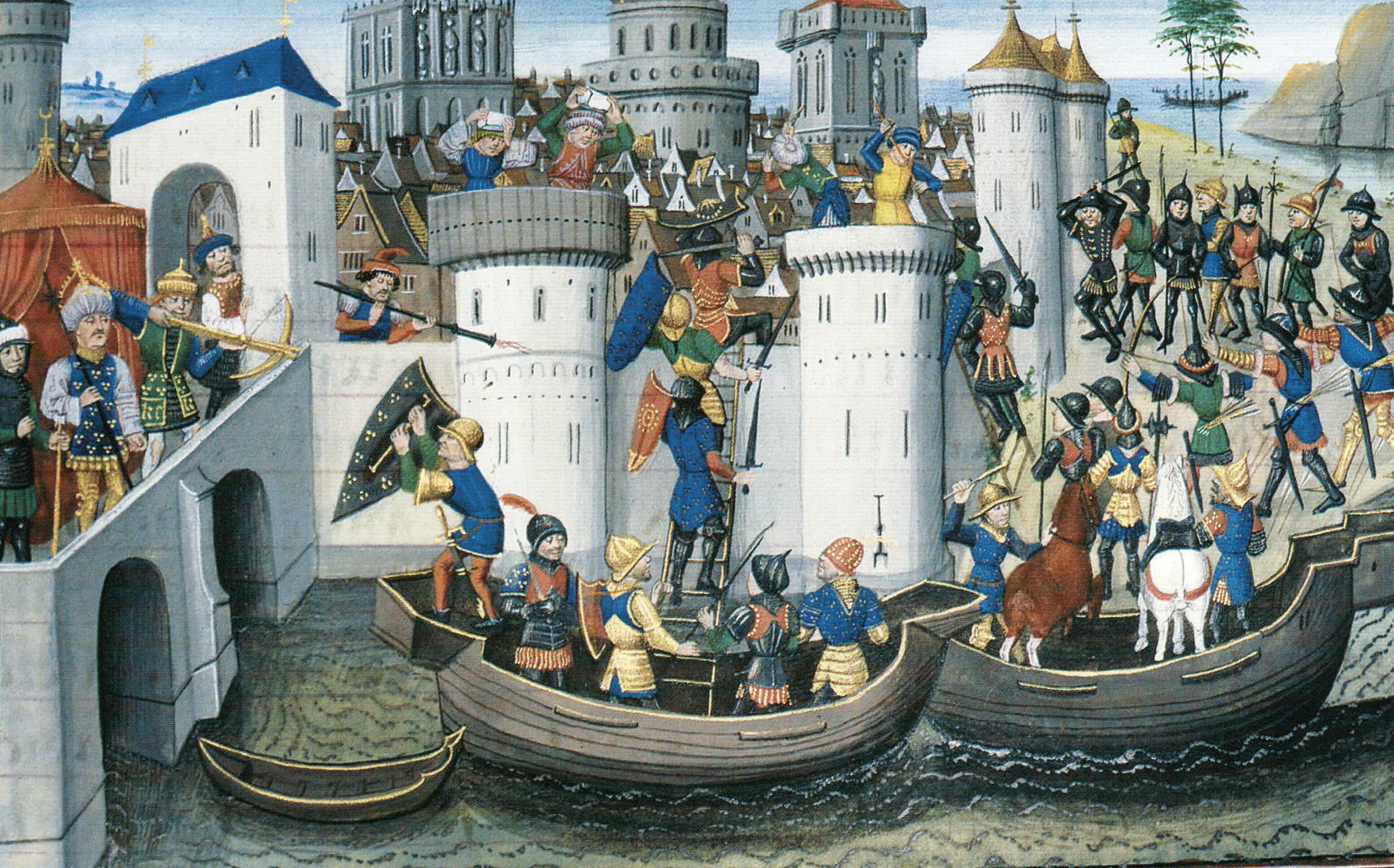
Штурм Константинополя хрестоносцями (1204)

На сході Римської імперії християнство стало поширюватися в І столітті. На початку IV ст., за Костянтина Великого, гоніння на християнську церкву припинилися, і християнство стало офіційною релігією Римської держави. Захід Римської імперії був переважно латиномовним, тоді як на сході переважала грецька мова (нижчі класи Єгипту і Сирії говорили, відповідно, коптською і сирійською мовами). Ці мови з самого початку стали використовуватися для проповіді християнства і для богослужінь: християнська Біблія дуже рано була перекладена з грецької мови на латинську, коптську та сирійську.
Ранньохристиянська церква була зорганізована як система окремих і самостійних громад (церков) з центрами у столицях країн і провінцій і в великих містах. Єпископи великих міст здійснювали нагляд за церквами в прилеглих до цих міст областях. Вже до V ст. склалася система, відповідно до якої єпископи Риму, Константинополя, Олександрії, Антіохії і Єрусалиму, яких було прийнято називати папами, стали вважатися главами церков відповідних регіонів, на імператора ж покладався обов'язок захищати церкву і забезпечувати її доктринальну єдність.
V століття було позначене початком бурхливих христологічних суперечок, що зробили глибокий вплив на церкву. Несторіани вчили, що в Христі з'єдналися дві особистості — божественна і людська. Їх непримиренні опоненти, монофізити, вчили, що Христос має тільки одну особистість і що в ньому божественна і людська природи нерозривно злиті в єдиній боголюдській природі. Обидві ці крайнощі були засуджені офіційною церквою як єретичні, але багато людей в Єгипті та Сирії з ентузіазмом сприйняли ці доктрини. Коптське населення і значна частина сирійців віддали перевагу монофізитству, а інша частина сирійців долучилася до несторіанства.
В кінці IV ст. Західна Римська імперія розпалася, і на її території утворився ряд варварських королівств, але на Сході продовжила своє існування Візантійська імперія зі столицею в Константинополі. Візантійські імператори неодноразово робили гоніння на монофізитів і несторіан Єгипту і Сирії. І коли в VII ст. в ці країни вторглися мусульманські завойовники, значна частина населення зустріла їх як визволителів. Тим часом розрив між релігійною культурою латинських і грецьких християн все більше заглиблювався. Так, західне духовенство стало розглядати церкву як соціальну інституцію, повністю незалежну від держави, в результаті чого з часом Папи Римські взяли на себе ряд повноважень колишніх імперських властей, на Сході ж — попри те, що Константинопольські патріархи носили титул «вселенських патріархів», — важливість ролі візантійського імператора як видимого глави церкви постійно зростала. Костянтина Великого, першого християнського імператора, називали «рівноапостольним».

Розкол між Західною (католицькою) і Східною (православною) церквою зазвичай датують 1054 роком, однак в дійсності мав місце поступовий і тривалий процес поділу, більшою мірою обумовлений розбіжностями у звичаях і думках, ніж догматичними розбіжностями. Дуже важливою подією, що стала причиною непереборного відчуження, є захоплення Константинополя хрестоносцями (1204).

## Католицько-православний екуменізм
Католицька церква не вважає православних християн відлученими від церкви, оскільки вони особисто не несуть відповідальності за відокремлення своїх церков. Насправді, католицькі правила допускають православних до причастя та інших таїнств у ситуаціях, коли особам загрожує смерть або не існує православних церков, які б задовольняли потреби їх вірних. Однак православні церкви все ще вважають римо-католиків виключеними з таїнств, а деякі можуть навіть не вважати католицькі таїнства, такі як хрещення та висвячення, дійсними.
У другому тисячолітті відбувались унії — об'єднання частини православної церкви з католицькою. Незважаючи на опір здебільшого православного духовенства, значної частини знаті і народу, візантійські імператори і частина ієрархів пішли на укладення 1274 року Ліонській унії (фактично не прийнятою духовенством і населенням Візантії), а в 1439 році — Флорентійської унії (засудженої Єрусалимським 1443 року і Константинопольським собором 1484 року православної церкви).
- Флорентійська унія (1439) — спроба союзу між східною (православною) та західною (католицькою) церквами.
- Берестейська унія (1596) — союз Київської митрополії з Католицькою церквою, результатом якого стало утворення Руської греко-католицької церкви.
- Ужгородська унія (1646) — акт церковного об'єднання з Римом групи священиків Мукачівської православної єпархії.

Екуменічний діалог після зустрічі Папи Павла VI з православним патріархом Афінагором I 1964 року пробудив майже 1000-річні надії на християнську єдність. З моменту скасування відлучення під час зустрічі Павла VI та Афінагора I в Єрусалимі відбулися інші значущі зустрічі між Папами та Вселенськими Константинопольськими патріархами.
У листопаді 2006 р. Папа Римський Бенедикт XVI поїхав до Стамбула на запрошення Константинопольського патріарха Варфоломія I і взяв участь у святкових богослужіннях святого Андрія Первоапостола, покровителя Константинопольської церкви. Вселенський патріарх та Папа Римський Бенедикт мали чергову історичну зустріч у Равенні, Італія, у 2007 році. Равенська декларація ознаменувала значне зближення римо-католицької та православної позицій. Декларація визнала єпископа Риму прото, або першим серед рівних патріархам. Російська православна церква сприйняла це прийняття та всю угоду. Підписання декларації висвітлило існуючу напруженість між Константинопольським патріархом та Московським патріархатом. Окрім своїх богословських проблем, російські православні постійно стурбовані питанням східних католицьких церков, які діють на території, яку вони вважають православною. Це питання посилюється суперечками щодо церков та іншого майна, яке комуністична влада колись передавала православній церкві, але відновлення якої ці церкви отримали від нинішньої влади.
У 2013 році патріарх Варфоломій I відвідав церемонію встановлення сходження римського папи Франциска, що було першим випадком, коли будь-який Вселенський патріарх Константинополя коли-небудь відвідував таку подію.
Головною перешкодою на шляху покращення відносин між православною та католицькою церквами було включення латинського терміна filioque до Нікено-Костянтинополітанського віросповідання у VIII—XI століттях. Зараз ця перешкода ефективно вирішена. Католицька церква визнає, що Символ віри, як визнано на Першому Константинопольському соборі, не додав слова «і Син», коли говорив про Святого Духа, що походить від Отця. Коли цитується нікено-константинополітанське віросповідання, як у документі Dominus Iesus від 6 серпня 2000 р., Воно не включає filioque. Він розглядає як доповнюючий східно-традиційний вираз «хто походить від Отця» (професія якого він вважає твердженням, що він походить від Отця через Сина), так і вираз західної традиції «хто походить від Отця і Сина», причому східна традиція висловлює спочатку характер Батька як першого походження Духа, а західна традиція надає вираження, по-перше, несуперечливому спілкуванню між Отцем і Сином; і він вважає, що за умови, що ця легітимна взаємодоповнюваність не стане жорсткою, вона не вплине на тотожність віри в реальність тієї самої визнаної таємниці.Продовжується діалог як на міжнародному, так і на національному рівні між католицькою та православною церквами. Особливо тісні стосунки зросли між Папою Франциском та Вселенським Патріархом Варфоломієм. Обидва церковні лідери особливо наголосили на спільній турботі щодо біженців та переслідуваних християн на Близькому Сході. Всеправославний собор 2016 року, який відбувся на Криті, викликав великі сподівання на досягнення в єдності церкви. Однак не всі православні церкви брали участь, і в результаті Російський патріарх відмовився визнати собор справді екуменічним зібранням. Головною віхою у зростаючому зближенні католицької та православної церков стала зустріч 12 лютого 2016 року в Гавані на Кубі між патріархом Кирилом та папою Франциском. На завершення обговорення обидва церковні лідери видали Спільну декларацію Папи Римського Франциска та Патріарха Кирила.

### Відмова від уніатства
На засіданні в Баламанді, Ліван, у червні 1993 р. Спільна міжнародна комісія з питань богословського діалогу між католицькою церквою та православною церквою заявила, що ці ініціативи, що «призвели до об'єднання певних громад з Римським Престолом і принесли із собою як наслідок, розрив спілкування з їхніми Церквами-Матерями Сходу … відбувся не без втручання позацерковних інтересів»; і що те, що називали «уніатством», «більше не може бути прийняте ні як метод, якого слід наслідувати, ні як модель єдності, до якої прагнуть наші церкви» (розділ 12).
Водночас Комісія заявила:
- 3) Що стосується східних католицьких церков, очевидно, що вони, як частина католицького причастя, мають право існувати та діяти у відповідь на духовні потреби своїх вірних.

- 16) Східні католицькі церкви, які бажали відновити повноцінне спілкування з Римським Престолом і залишались йому вірними, мають права та обов'язки, пов'язані з цим спілкуванням.

- 22) Пастирська діяльність у католицькій церкві, латинській та східній, більше не спрямована на те, щоб вірні однієї Церкви переходили до іншої; тобто, він більше не націлений на прозелітизм серед православних. Вона спрямована на задоволення духовних потреб своїх вірних, і вона не бажає розширення за рахунок православної церкви. У рамках цих перспектив, щоб більше не було місця для недовіри та підозр, необхідно, щоб відбувся взаємний обмін інформацією про різні пастирські проекти, і щоб таким чином можна було встановити співпрацю між єпископами та усіма, хто відповідає за наші Церкви. рух і розвиток.

## Тенденції міграції
У XX столітті відбулася значна міграція християн з Близького Сходу. П'ятнадцять років тому християни були більшістю населення сьогоднішніх Туреччини, Іраку, Сирії, Лівану, Йорданії, Палестини та Єгипту. У 1914 р. Християни становили 25 % населення Османської імперії. На початку XXI століття християни становили 6–7 % населення регіону: менше 1 % у Туреччині, 3 % в Іраці, 12 % у Сирії, 39 % у Лівані, 6 % у Йорданії, 2,5 % в Ізраїлі / Палестина і 15–20 % в Єгипті.
Станом на 2011 р. Східно-православні християни є одними з найбагатших християн США. Вони, як правило, мають вищу освіту, ніж більшість інших релігійних груп в Америці, маючи велику кількість аспірантів (68 %) та пост-аспірантів (28 %) на душу населення.

## Роль християн в ісламській культурі
Християни, особливо несторіанці, зробили свій внесок в арабську ісламську цивілізацію за часів омеядів та аббасидів, переклавши твори грецьких філософів на сирійську, а потім на арабську. Вони також відзначились філософією, наукою (такими як Хунайн ібн Ісхак, Куста ібн Лука, Масавай, Патріарх Євтихій, Джабріль ібн Бухтішу та ін.) та теологією (такими як Татіан, Бар Дайсан, Бабай Великий, Несторій, Тома Бар Якуб тощо). .) та особистими лікарями халіфів Аббасидів часто були асирійські християни, такі як Бухтіш, який довго служив. Багато вчених Дому мудрості були християнами.
У Гундешапурі існували лікарня та медичний навчальний центр. Місто Гундешапур було засновано в 271 р. Сасанідським царем Шапуром I. Це було одне з найбільших міст провінції Хузестан Перської імперії на території сьогоднішнього Ірану. Великий відсоток населення становили сирійці, більшість з яких були християнами. За правління Хусрава I притулок отримали грецькі несторіанські християнські філософи, включаючи вчених перської школи в Едесі (Урфа), яку також називають Афінською академією, християнським богословським та медичним університетом. Ці вчені пробралися до Гундешапура в 529 році після закриття академії імператором Юстиніаном. Вони займалися медичними науками та ініціювали перші проекти перекладу медичних текстів. Прибуття цих практикуючих лікарів з Едеси знаменує собою початок роботи лікарні та медичного центру в Гундешапурі. Вона включала медичну школу та лікарню (Бімарістан), фармакологічну лабораторію, будинок перекладів, бібліотеку та обсерваторію. Індійські лікарі також внесли свій внесок у школу в Гундешапурі, особливо медичний дослідник Манка. Пізніше після ісламського вторгнення праці Манки та індійського лікаря Сустури були перекладені в Багдаді арабською мовою. Дауд аль-Антакі був одним із останнього покоління впливових арабських християнських письменників.
Арабські християни та арабомовні християни, особливо мароніти, відігравали важливу роль у Нахді, і оскільки арабські християни формували освічені вищі класи, вони мали значний вплив у політиці, бізнесі та культурі, і найбільш важливими діячами руху Нахда були Християнські араби. Сьогодні арабські християни все ще відіграють важливу роль в арабському світі, а християни відносно заможні, добре освічені та політично помірковані.